# E3 Saxo Classic
La E3 Harelbeke, ufficialmente E3 Saxo Classic per motivi di sponsorizzazione, precedentemente nota come Harelbeke-Anversa-Harelbeke, E3 Prijs Vlaanderen, E3 Prijs Harelbeke e E3 BinckBank, è una corsa in linea di ciclismo su strada maschile che si svolge annualmente a marzo nella zona di Harelbeke, in Belgio. È una delle cosiddette corse classiche del pavé. Dal 2012 fa  parte del circuito mondiale UCI World Tour.
La E3 Harelbeke si svolge l'ultimo venerdì di marzo e segna l'inizio della settimana ciclistica fiamminga nonché la seconda di una serie di gare sul pavé in Belgio e nel nord della Francia, che si svolge in un periodo di due settimane dal mercoledì successivo alla Milano-Sanremo fino alla Parigi-Roubaix. La corsa è quella che ricorda maggiormente il Giro delle Fiandre: infatti, con una distanza di poco superiore ai 200 km, il percorso dell'E3 è più breve del Giro delle Fiandre, ma include molte delle stesse strade e degli stessi muri delle Ardenne fiamminghe, tanto da essere denominato giornalisticamente Piccolo Giro delle Fiandre.

## Storia
Nata nel 1958 come Harelbeke-Anversa-Harelbeke, la corsa fu rinominata nel 1970, quando prese il nome dall'autostrada E3 costruita nello stesso periodo. Fino al 1998 portò così il nome di E3 Prijs Harelbeke prima di assumere la denominazione E3 Prijs Vlaanderen dal 1999 al 2010. Nel 2011 la corsa ha assunto ufficialmente il nome E3 Harelbeke, per poi passare ai più recenti E3 BinckBank (2019) e E3 Saxo Bank Classic (2021) per ragioni di sponsorizzazione. La gara si disputa otto giorni prima del Giro delle Fiandre, con il quale ha in comune parte del percorso.
Il record di vittorie spetta al belga Tom Boonen, con cinque successi, quattro dei quali ottenuti consecutivamente dal 2004 al 2007. L'edizione 2008, partita ed arrivata nella piazza del mercato di Harelbeke e lunga 203 km, ha visto il primo trionfo di un atleta scandinavo, il norvegese Kurt Asle Arvesen.

## Percorso

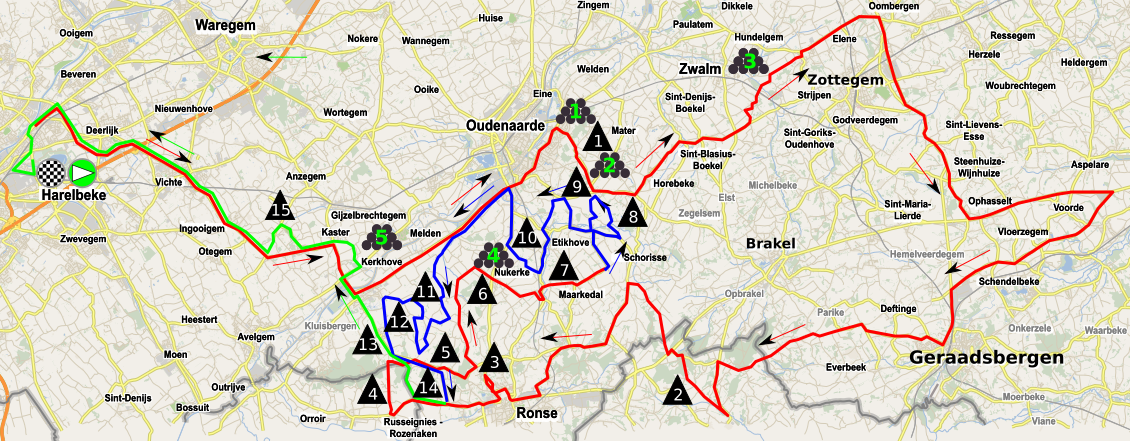
Il percorso dell'edizione 2016

Solitamente lungo poco più di 200 km e sempre con partenza e arrivo ad Harelbeke, l'E3 presenta tra i 12 e i 17 muri, salite talvolta con pavé brevi e ripide. Si aggiungono alla corsa alcuni settori piastrellati, ma in pianura. I primi 110 km sono pianeggianti e con alcuni tratti in pavé nei pressi di Oudenaarde e Zottegem. Dopo aver raggiunto il punto più orientale della corsa, a Ninove, viene affrontata la prima salita, il Leberg. Dopo il giro di boa, il Paterberg e Oude Kwaremont sono notoriamente difficili muri dove il gruppo tende a dividersi, mentre il Tiegemberg, l'ultima salita della giornata, arriva a circa 16 km dal traguardo.

## Albo d'oro
Aggiornato all'edizione 2025.
| Anno | Vincitore                                    | Secondo                                      | Terzo                                        |
| ---- | -------------------------------------------- | -------------------------------------------- | -------------------------------------------- |
| 1958 | Armand Desmet                                | Lucien Demunster                             | Brik Schotte                                 |
| 1959 | Norbert Kerckhove                            | Jan Zagers                                   | Norbert Van Tieghem                          |
| 1960 | Daniel Doom                                  | Odiel Van Der Linden                         | Petrus Oellibrandt                           |
| 1961 | Arthur De Cabooter                           | Frans Aerenhouts                             | André Noyelle                                |
| 1962 | André Messelis                               | Leopold Schaeken                             | Frans De Mulder                              |
| 1963 | Noël Foré                                    | Peter Post                                   | Joseph Planckaert                            |
| 1964 | Rik Van Looy                                 | Norbert Kerckhove                            | Edgard Sorgeloos                             |
| 1965 | Rik Van Looy                                 | Georges Vanconingsloo                        | René Thysen                                  |
| 1966 | Rik Van Looy                                 | Willy Bocklant                               | Joseph Spruyt                                |
| 1967 | Willy Bocklant                               | Jozef Huysmans                               | Armand Desmet                                |
| 1968 | Jaak De Boever                               | Jozef Huysmans                               | Herman Van Springel                          |
| 1969 | Rik Van Looy                                 | Georges Vanconingsloo                        | Willy Vekemans                               |
| 1970 | Daniel Van Ryckeghem                         | Roger De Vlaeminck                           | Roger Rosiers                                |
| 1971 | Roger De Vlaeminck                           | Georges Pintens                              | Eddy Merckx                                  |
| 1972 | Hubert Hutsebaut                             | Eddy Merckx                                  | Walter Godefroot                             |
| 1973 | Willy In 't Ven                              | Albert Van Vlierberghe                       | Walter Planckaert                            |
| 1974 | Herman Van Springel                          | Freddy Maertens                              | Frans Verbeeck                               |
| 1975 | Frans Verbeeck                               | Freddy Maertens                              | Cees Bal                                     |
| 1976 | Walter Planckaert                            | Walter Godefroot                             | Daniel Verplancke                            |
| 1977 | Dietrich Thurau                              | Patrick Sercu                                | Eric De Vlaeminck                            |
| 1978 | Freddy Maertens                              | Jan Raas                                     | Ronald De Witte                              |
| 1979 | Jan Raas                                     | Frank Hoste                                  | Michel Pollentier                            |
| 1980 | Jan Raas                                     | Sean Kelly                                   | Rik Van Linden                               |
| 1981 | Jan Raas                                     | Ludo Delcroix                                | Alfons De Wolf                               |
| 1982 | Jan Bogaert                                  | Roger De Vlaeminck                           | Daniel Willems                               |
| 1983 | William Tackaert                             | Bert Oosterbosch                             | Jan Jonkers                                  |
| 1984 | Bert Oosterbosch                             | Eddy Planckaert                              | Leo van Vliet                                |
| 1985 | Phil Anderson                                | Jozef Lieckens                               | Eddy Planckaert                              |
| 1986 | Eric Vanderaerden                            | Frits Pirard                                 | Jos Lammertink                               |
| 1987 | Eddy Planckaert                              | Jelle Nijdam                                 | Marc Sergeant                                |
| 1988 | Guido Bontempi                               | Allan Peiper                                 | Eddy Planckaert                              |
| 1989 | Eddy Planckaert                              | Adrie van der Poel                           | Marc Sergeant                                |
| 1990 | Søren Lilholt                                | Fabio Roscioli                               | Adrie van der Poel                           |
| 1991 | Olaf Ludwig                                  | Phil Anderson                                | Uwe Raab                                     |
| 1992 | Johan Museeuw                                | Wiebren Veenstra                             | Eric Vanderaerden                            |
| 1993 | Mario Cipollini                              | Olaf Ludwig                                  | Jelle Nijdam                                 |
| 1994 | Andrei Tchmil                                | Vjačeslav Ekimov                             | Silvio Martinello                            |
| 1995 | Bart Leysen                                  | Steffen Wesemann                             | Martin Hvastija                              |
| 1996 | Carlo Bomans                                 | Peter Van Petegem                            | Wilfried Nelissen                            |
| 1997 | Hendrik Van Dijck                            | Paolo Fornaciari                             | Brian Holm                                   |
| 1998 | Johan Museeuw                                | Michele Bartoli                              | Mirko Celestino                              |
| 1999 | Peter Van Petegem                            | Andrei Tchmil                                | Frank Vandenbroucke                          |
| 2000 | Sergej Ivanov                                | Geert Van Bondt                              | Chris Peers                                  |
| 2001 | Andrei Tchmil                                | Steffen Wesemann                             | Martin Hvastija                              |
| 2002 | Dario Pieri                                  | Jo Planckaert                                | Johan Museeuw                                |
| 2003 | Steven de Jongh                              | Steffen Wesemann                             | Stijn Devolder                               |
| 2004 | Tom Boonen                                   | Jaan Kirsipuu                                | Andris Naudužs                               |
| 2005 | Tom Boonen                                   | Andreas Klier                                | Peter Van Petegem                            |
| 2006 | Tom Boonen                                   | Alessandro Ballan                            | Aart Vierhouten                              |
| 2007 | Tom Boonen                                   | Fabian Cancellara                            | Marcus Burghardt                             |
| 2008 | Kurt Asle Arvesen                            | David Kopp                                   | Greg Van Avermaet                            |
| 2009 | Filippo Pozzato                              | Tom Boonen                                   | Maksim Iglinskij                             |
| 2010 | Fabian Cancellara                            | Tom Boonen                                   | Juan Antonio Flecha                          |
| 2011 | Fabian Cancellara                            | Jürgen Roelandts                             | Vladimir Gusev                               |
| 2012 | Tom Boonen                                   | Óscar Freire                                 | Bernhard Eisel                               |
| 2013 | Fabian Cancellara                            | Peter Sagan                                  | Daniel Oss                                   |
| 2014 | Peter Sagan                                  | Niki Terpstra                                | Geraint Thomas                               |
| 2015 | Geraint Thomas                               | Zdeněk Štybar                                | Matteo Trentin                               |
| 2016 | Michał Kwiatkowski                           | Peter Sagan                                  | Ian Stannard                                 |
| 2017 | Greg Van Avermaet                            | Philippe Gilbert                             | Oliver Naesen                                |
| 2018 | Niki Terpstra                                | Philippe Gilbert                             | Greg Van Avermaet                            |
| 2019 | Zdeněk Štybar                                | Wout Van Aert                                | Greg Van Avermaet                            |
| 2020 | annullata a causa della pandemia di COVID-19 | annullata a causa della pandemia di COVID-19 | annullata a causa della pandemia di COVID-19 |
| 2021 | Kasper Asgreen                               | Florian Sénéchal                             | Mathieu van der Poel                         |
| 2022 | Wout Van Aert                                | Christophe Laporte                           | Stefan Küng                                  |
| 2023 | Wout Van Aert                                | Mathieu van der Poel                         | Tadej Pogačar                                |
| 2024 | Mathieu van der Poel                         | Jasper Stuyven                               | Wout Van Aert                                |
| 2025 | Mathieu van der Poel                         | Mads Pedersen                                | Filippo Ganna                                |

## Statistiche

### Vittorie per nazione
Aggiornato al 2025.
| Pos. | Nazione       | Vittorie |
| ---- | ------------- | -------- |
| 1    | Belgio        | 40       |
| 2    | Paesi Bassi   | 8        |
| 3    | Italia        | 4        |
| 4    | Svizzera      | 3        |
| 5    | Germania      | 2        |
| 5    | Danimarca     | 2        |
| 7    | Australia     | 1        |
| 7    | Ucraina       | 1        |
| 7    | Russia        | 1        |
| 7    | Norvegia      | 1        |
| 7    | Slovacchia    | 1        |
| 7    | Gran Bretagna | 1        |
| 7    | Polonia       | 1        |
| 7    | Rep. Ceca     | 1        |